# Sins of a Solar Empire
Sins of a Solar Empire — компьютерная игра в жанре стратегия в реальном времени, разработанная Ironclad Games. Игра издана компанией Stardock Entertainment, выход игры в Европе и США состоялся 4 февраля 2008 года и 28 марта 2008 года в России.

## Обзор

### Сюжет
Сюжета как такового нет. Есть лишь завязка, представленная в начальном видеоролике. В каждом дополнении она разная. Задача игрока заключается в исследовании и завоевании соседних планет, за что присваиваются достижения. Кампания не рассчитана на одиночную игру: игровой процесс происходит либо против искусственного интеллекта в режиме оффлайн, либо против реальных игроков онлайн.
Игрок контролирует одну из трёх игровых рас в пространстве «песочницы» из планет и других космических объектов.

### Цель игры
Основной целью игры является полное завоевание господства в галактике, для чего вам придётся колонизировать планеты и другие космические объекты, развивать инфраструктуру, вести научные исследования, а также вступать в схватки с представителями двух других рас, представленных в игре.

### Возможности игрока
Игроки могут смотреть на звёздные системы, а также масштабировать камеру для отображения отдельных планет и даже индивидуальных кораблей и истребителей. Этот режим стратегического приближения напоминает игру Supreme Commander. Игра также напоминает пошаговую стратегию Galactic Civilizations 2: Dread Lords.
В игре есть три основных неисчерпаемых ресурса. Кредиты (валюта всех рас), получаемая вследствие завершения заданий, сбора наград и взимания налогов; металл (для создания орбитальных баз и кораблей), добываемый на металлических астероидах и вулканических планетах; и кристаллы (для создания продвинутых технологий и крупных кораблей), добываемые на кристальных астероидах и ледяных планетах. Игрок может строить планетарные и орбитальные структуры, включая научно-исследовательские лаборатории и оборонные платформы. Постройки делятся на логистические и тактические. Логистические структуры включают в себя верфи, исследовательские лаборатории и т. п., тогда как тактические включают в себя оборонные сооружения, генераторы фазовых помех и сверхоружие каждой расы. Захват вражеских планет осуществляется двумя способами: распространение культуры (использование пропаганды) и орбитальная бомбардировка.
Дипломатия позволяет игроку создавать союзы, тогда как чёрный рынок позволяет назначать на своих союзников или врагов награды у пиратов. Особо финансово талантливые игроки могут даже подрывать экономику врага манипулируя ценами на чёрном рынке.

### Игровой процесс
Действие игры происходит полностью в космосе в 3-х измерениях.
После выбора карты (также имеется возможность генерации карты случайным образом или самостоятельное конструирование при помощи встроенного редактора) предлагается выбрать соперников и их характеристики, можно также положиться на случайный выбор компьютера.
После нажатия кнопки «начать» игрок оказывается в космическом пространстве над одной из планет (выбор планеты производится компьютером). Дальнейшее развитие игры зависит от действий игрока. Нужно развивать производство, инфраструктуру планеты, строить боевые корабли, производить исследование локации, изучать научные технологии, захватывать и колонизировать ближайшие космические тела.
Управление процессом осуществляется с помощью мыши и «горячих» клавиш на клавиатуре. Условно можно разделить процесс управления на две составляющие: глобальное и локальное управление, причём переход из одного режима в другой осуществляется плавно, без чётко выраженной границы, путём вращения колёсика мыши или нажатия Caps Lock. При изменении увеличения корабли и объекты в зависимости от размера переходят в пиктограммы, затем то же самое происходит с планетами и целыми звёздными системами.
В локальном режиме (на экране в этот момент отображается планета со всеми кораблями и строениями вокруг неё) можно осуществлять управление отдельными объектами, объединять боевые корабли во флотилии, указывать конкретную цель для атаки.
В глобальном режиме (на экране в этот момент отображается карта с планетами системы и пиктограммами флотов) можно осуществлять управление группами объектов (флотилиями) и совершать перемещения между планетами. Перемещение (прыжки) флотов между планетами осуществляется по «фазовым линиям», определённым образом связывающих все планеты системы; межзвёздные перелёты осуществляются свободно, но от одной звезды к другой. Прыжки вблизи планет или других небесных тел невозможны (за исключением особых кораблей), так что кораблям необходимо сперва выйти за пределы «гравитационного колодца», прежде чем прыгать в фазовое пространство. Также, в некоторых системах существуют природные червоточины (называемые в игре «Чёрные дыры»), позволяющие мгновенное передвижение на любое расстояния к определённой другой червоточине. Фазовые линии, связанные с известной планетой, отображаются всегда; для исследования планеты необходимо просто послать туда любой корабль, хотя специальный быстроходный фрегат-разведчик подходит больше всего. В игре нет понятия «поле зрения»: любой юнит видит весь гравитационный колодец. Цвет фазовых линий показывает распространение культуры различных игроков.

## Редактор карт
В игру входит редактор карт, позволяющий игроку создать свой собственный сценарий, причём за создание и тест первого сценария игрок получает «достижение».

## Sins of a Solar Empire: Trinity
Локализация издания в России известна как «Закат Солнечной Империи. Новая война». Кроме оригинальной игры оно включает два дополнения: «Последний рубеж» (Entrenchment) и «Дипломатия» (Diplomacy), и рассказывает о продолжении галактического противостояния.
«Последний рубеж» значительно расширяет возможности игры в обороне. У каждой расы появляется специализированное оборонительное древо технологий, а существующие оборонительные сооружения обучаются новым трюкам. Кроме того, появляются абсолютно новые средства. «Звёздная база» (англ. Starbase) — громоздкое и дорогостоящее сооружение, создаваемое специальным, очень дорогим и одноразовым кораблём-строителем в любом гравитационном колодце. Лимит на обычный колодец — 1, на окрестности звезды — 4. Каждую базу можно оснастить 8 модулями — от оружия и ангаров до торговых доков. Кроме того, появились космические мины и специальные крейсера, предназначенные исключительно для атак на постройки. Васари, как обычно, пошли другим путём: звёздные базы строит обычный колонизатор, и они медлительны, но подвижны, а вместо осадного крейсера у них минный заградитель.
«Дипломатия» усложняет до тех пор прямолинейную внешнюю политику. В новом виде игра требует от игрока выдающихся переговорных умений. Одни стороны конфликта призывают к миру искренне, а для других такие разговоры — лишь способ уничтожить противника более тонкими средствами. На экране статуса фракции видно, как фракции относятся друг к другу и почему. Фракции могут заключать друг с другом обоюдовыгодные договоры об исследованиях, поставках металлов или кристаллов. Добавлено более 30 технологий и новые дипломатические крейсеры-послы (англ. Envoys). Появилась новая сложность ИИ, названная «Нечестный» (сам ИИ не изменили и он равен «сложному», только его доход с планет, астероидов, торговых портов и т. д. выше).

## Rebellion
Кроме стандартного выбора из трёх рас, игроку также даётся дополнительный выбор, влияющий на игру: лоялист или повстанец. Дополнение также добавляет два новых типа кораблей: корветы (занимают нишу между истребителями/бомбардировщиками и фрегатами) и титаны (сверх-огромные корабли способные в одиночку уничтожить целый флот). Также добавляются новые классы крупных кораблей, а у остальных изменяются характеристики чтобы восстановить баланс. Добавлены шесть новых ветвей исследования и десять новых сценариев. Переработан искусственный интеллект: теперь он не так заинтересован в дипломатии, как в прошлом дополнении, но строит больше баз и «помешан» на титанах. Сложность ИИ, названная «Нечестный», переименована на «Хитрый». Добавлены «Жестокий» и «Ужасный» (сам ИИ не изменили и он равен «сложному», только его доход с планет, астероидов, торговых портов и т. д. выше соответственно («Ужасный» получает ровно в два раза больше)). Умения крупных кораблей разделены теперь на четыре части, а не на три (теперь пользы от них меньше). Дополнение вышло 12 июня 2012 года.
5 июня 2013 был выпущен DLC «The Forbidden Worlds» добавляющий в игру:
- 4 новых типа планет для колонизации и исследования: бесплодная, богатая металлами, парниковая, океаническая.
- Новая система специализаций для планет: игрок может выбрать социальную (увеличит популяцию и культуру в ущерб доходу с планеты и производственным мощностям) или индустриальную роль (ограничит рост населения и культуры, но сделает планету прибыльной, с крупными производственными мощностями для кораблей) для своих миров.
- 15 новых исследований.
- 40 новых планетарных бонусов (артефактов).

20 февраля 2014 был выпущен DLC «Stellar Phenomena» добавляющий:
- Три новых типа звёзд: пульсары, чёрные дыры и нейтронные звёзды
- Шесть новых аномалий: кладбище кораблей (колонизируемое), фонтан антивещества и другие
- 11 различных событий. Например: звёзды, плазменные бури, магнитные облака могут с каким-то шансом в случайном направлении запустить разные виды излучения, по-разному действующие на планеты, корабли и сооружения (если же на карте нет аномалий, то они исходят от случайной планеты). Магнитная буря идёт от звезды и на неограниченное планет по очереди (по фазовым трассам) и случайным образом прекращается минимум после «посещения» пяти планет (магнитная буря не даёт всем пользоваться спецсредствами). На колонизированных планетах может случайным образом начаться восстание, даже при высоком уровне лояльности. При восстании планета моментально выходит из под вашего контроля и на ней появляются мятежники (расы ТВК) в случайном количестве и даже, если повезёт (или не повезёт), случайный крупный корабль (тоже ТВК).

22 июня 2016 года был выпущен DLC «Outlaw Sectors», добавляющий в игру:
- Специализацию «Контрабанда» : которая позволяет получать дополнительный доход за счёт снижения всеобщего торгового дохода но с уменьшением налоговых поступлений от планеты;
- Необузданные ополченцы: эти нейтральные силы будут со временем развиваться, захватывать новые планеты и погибать в пламени межпланетной войны точно так же, как обычный игрок;
- Пират Торф: пираты теперь могут совершать свои опустошительные набеги сразу на несколько фракций, радикально меняя ход игры.

Дополнение также вводит в игру 11 новых карт с различными режимами игры, от дуэли 1 на 1 до эпичных войн с десятью сторонами.

## Оценки
| Сводный рейтинг    | Сводный рейтинг   |
| Агрегатор          | Оценка            |
| ------------------ | ----------------- |
| GameRankings       | 87,52 %           |
| Metacritic         | 87 % (52 reviews) |
| Иноязычные издания |                   |
| Издание            | Оценка            |
| Edge               | 8/10              |
| Game Informer      | 9/10              |
| GameSpot           | 9/10              |
| GameSpy            | 4,5/5             |
| GamesRadar+        | 9/10              |
| IGN                | 8,9/10            |
| PC Gamer (UK)      | 84 %              |

| Сводный рейтинг | Сводный рейтинг |
| Агрегатор       | Оценка          |
| --------------- | --------------- |
| GameRankings    | 85,23 %         |

| Сводный рейтинг | Сводный рейтинг |
| Агрегатор       | Оценка          |
| --------------- | --------------- |
| GameRankings    | 83,25 %         |

Игра заняла второе место в номинации «Стратегия года» (2008) журнала Игромания.
Игромания — оценка 85 %: «Ironclad взяли лучшее от RTS и глобальных стратегий и сделали нечто совершенно новое. Прорыв в жанре действительно состоялся»
Лучшие Компьютерные Игры — оценка 83 %, Орден: «Удачное сочетание игрового процесса, присущего пошаговым космическим стратегиям, с режимом реального времени»
Навигатор Игрового Мира — оценка 84 %: «Эксперимент Ironclad Games можно считать успешным… Любителей методичного захвата огромных территорий, планирования экспансии и просчитанного развития колоний в сингле или онлайне Sins of a Solar Empire затянет надолго»
PC Gamer — оценка 84 %:«Игра, попытки описать которую на словах не передают и десятой части её великолепия. С RTS ничего настолько большого и захватывающего не происходило со времён первой Command & Conquer»
Страна Игр — оценка 85 %: «В итоге мы имеем простую красивую игру с великолепным и удобным интерфейсом, где нельзя выиграть, тупо щёлкая мышкой, игру, отлично приспособленную для совместного прохождения и соревновательного многопользовательского режима»
Gameplay — оценка 100 %, Выбор редакции: «Sins of a Solar Empire гениальна во всем — от обновлённой концепции 4X RTS (!) до каждого, даже самого мелкого элемента геймплея»
IGN — оценка 89 %: «Если вам нравятся хорошие стратегии, вам понравится и Sins of a Solar Empire»
Gamespot — оценка 90 %: «Эту игру обязательно должны пройти все любители космических стратегий»
Gamespy — оценка 90 %: «Космос огромен. А Sins of a Solar Empire поможет сделать его твоим»
Летом 2018 года, благодаря уязвимости в защите Steam Web API, стало известно, что точное количество пользователей сервиса Steam, которые играли в игру хотя бы один раз, составляет 1 092 043 человека.